# Glen Dawson
Glen Dawson (Glen Wilson Dawson; * 1. August 1906 in Tulsa; † 19. Januar 1968 ebd.) war ein US-amerikanischer Hindernisläufer.
Bei den Olympischen Spielen wurde er über 3000 m Hindernis 1932 in Los Angeles Sechster und 1936 in Berlin Achter.

## Persönliche Bestzeiten
- 1500 m: 3:56,8 min, 2. September 1936, Göteborg
- 1 Meile: 4:17,4 min, 20. April 1935, Lawrence
- 3000 m Hindernis: 9:15,0 min, 1. August 1932, Los Angeles